# Phrixgnathus laqueus
Phrixgnathus laqueus är en snäckart som beskrevs av Dell 1950. Phrixgnathus laqueus ingår i släktet Phrixgnathus och familjen punktsnäckor. Inga underarter finns listade i Catalogue of Life.